# Предаваць
45°56′ пн. ш. 16°47′ сх. д. / 45.93° пн. ш. 16.78° сх. д.
Предаваць (хорв. Predavac) — населений пункт у Хорватії, у Б'єловарсько-Білогорській жупанії у складі громади Ровище.

## Населення
Населення за даними перепису 2011 року становило 1 254 осіб.
Динаміка чисельності населення поселення: